# Titularbistum Glavinitza
Glavinitza (ital.: Glavinizza) ist ein Titularbistum der römisch-katholischen Kirche.
Es geht zurück auf ein frühchristliches antikes Bistum und lag in der Provinz Epiro Nuovo, in Mittelalbanien. Es gehörte der Kirchenprovinz Durrës an.
| Titularbischöfe von Glavinitza |                                |                                                      |                   |                    |
| Nr.                            | Name                           | Amt                                                  | von               | bis                |
| 1                              | Gabriel Bullet                 | Weihbischof in Lausanne, Genf und Freiburg (Schweiz) | 29. Dezember 1970 | 07. September 2011 |
| 2                              | Krzysztof Wętkowski            | Weihbischof in Gniezno (Polen)                       | 24. November 2012 | 27. April 2021     |
| 3                              | Gustavo Adolfo Rosales Escobar | Weihbischof in Guayaquil (Ecuador)                   | 3. Juni 2022      | 31. Januar 2025    |